# Aston Martin V12 Speedster
Aston Martin V12 Speedster – supersamochód klasy średniej wyprodukowany pod brytyjską marką Aston Martin w 2020 roku.

## Historia i opis modelu

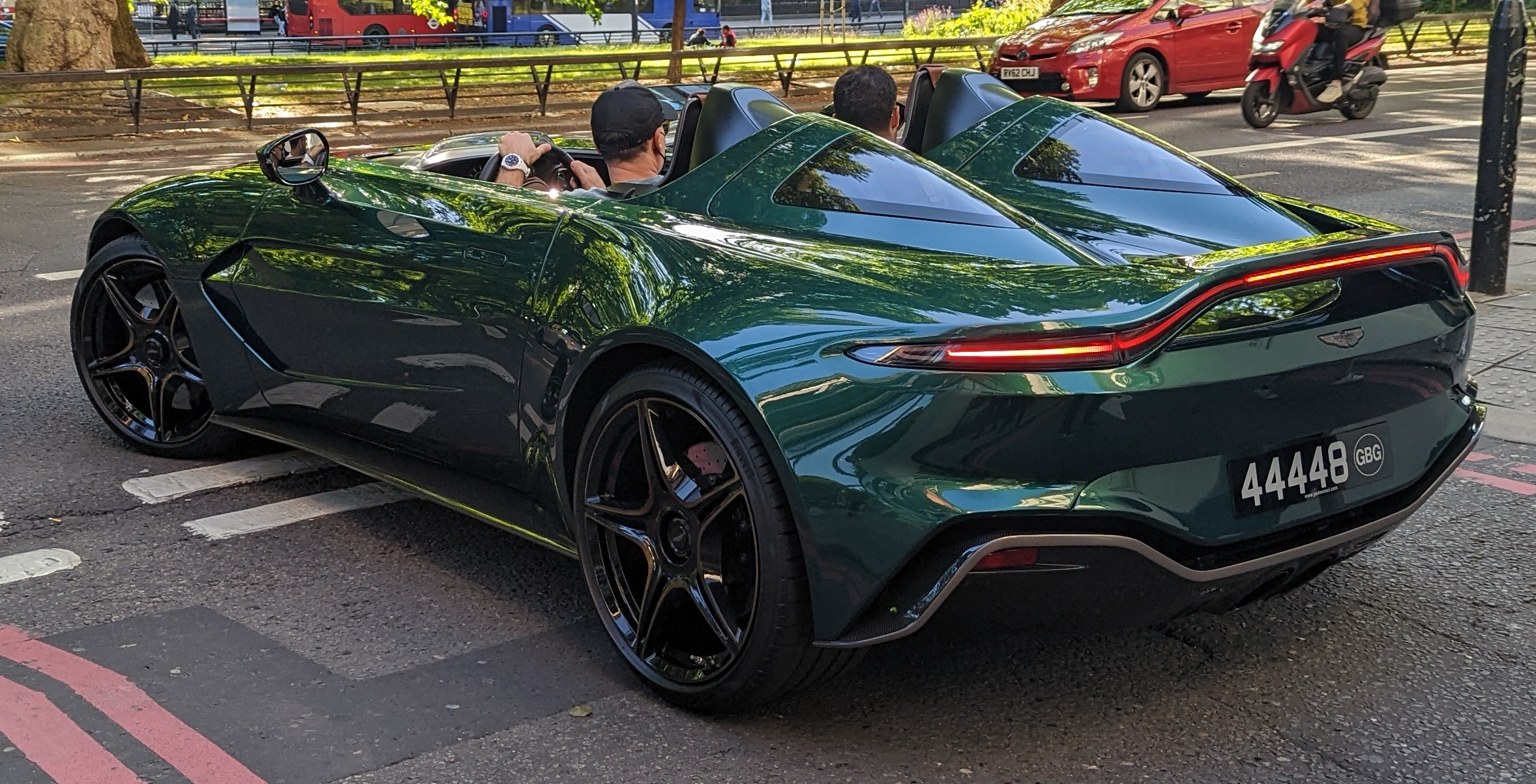
Aston Martin V12 Speedster - tył

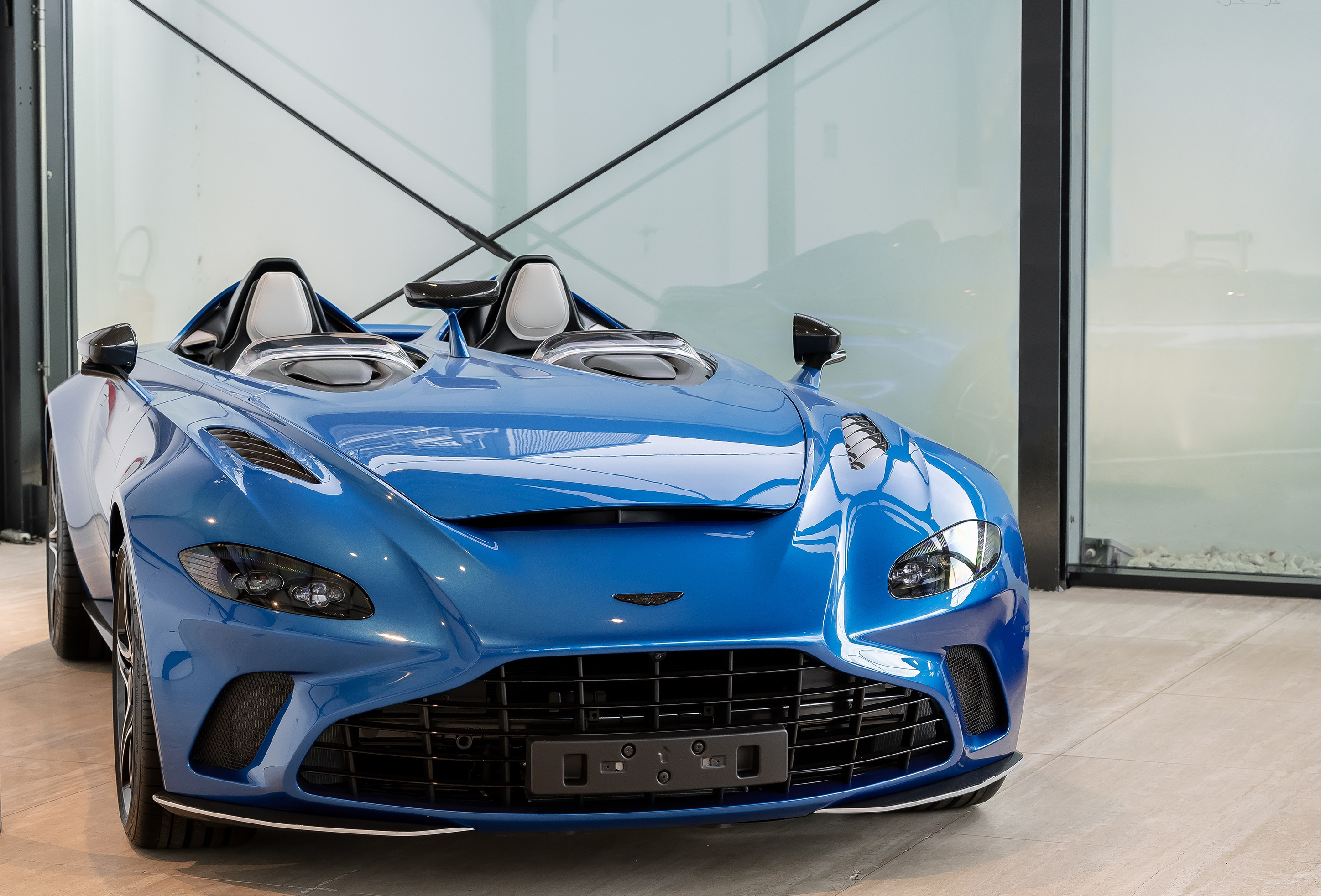
Aston Martin V12 Speedster na wystawie

W marcu 2020 roku Aston Martin przedstawił kolejny w drugiej dekadzie XXI wieku limitowany samochód, który zrealizował koncepcję zastosowaną w międzyczasie także przez konkurencyjne Ferrari i McLarena. Samochód powstał z inspiracji klasycznym samochodem wyścigowym brytyjskiej firmy z 1959 roku, przy którego pomocy zwyciężono 24-godzinnym wyścigu LeMans.
V12 Speedster przyjął postać smukłej, opływowo zarysowanej barchetty pozbawionego czołowej szyby, jak i oszklenia drzwi. Charakterystyczną cechą stały się oddzielone panelem nadwozia fotele kierowcy i pasażera, a także podwójny pałąk bezpieczeństwa za zagłówkami. Modyfikacje wizualne pozwoliły odróżnić od bazy do modyfikacji - modelu. Do wykorzystania nadwozia wykorzystano włókno węglowe, które pozwoliło maksymalnie obniżyć masę całkowitą.
Aston Martin V12 Speedster zgodnie z pierwszym członem nazwy napędzany jest przez 5,2 litrowe, podwójnie doładowane V12 o mocy 700 KM i maksymalnym momencie obrotowym 752 Nm. Jednostka przenosi moc na tylną oś za pośrednictwem 8-biegowej, automatycznej skrzyni biegów, z kolei prędkość maksymalna wynosi 319 km/h przy sprincie do 100 km/h w 3,4 sekundy.

### Sprzedaż
V12 Speedster jest samochodem ściśle limitowanym. Firma wyprodukowała łącznie maksymalnie 88 egzemplarzy w cenie około 3,7 miliona złotych za każdy, dopuszczając nabywcom obszerne modyfikacje lakieru włącznie ze specjalnymi okleinami na masce oraz drzwiach.

### Silnik
- V12 5.2l 700 KM Biturbo